# Niani
Niani fue considerada la capital del Imperio de Malí. Actualmente hay dos ciudades en el moderno Malí y en Guinea con el mismo nombre, pero ninguna de ellas corresponde a la antigua capital. La ubicación de la capital del imperio aún se desconoce hoy. Historiadores y arqueólogos han descartado el rastro de Niani.
Se encuentra en la ribera izquierda del Río Sankarani, un afluente del Níger, en una llanura bien regada, en una rica zona agrícola, y con pastos para ganado más al norte. 
Era el centro administrativo de Kangaba, uno de los pequeños estados que siguieron al derrumbe del Imperio de Ghana, y fue elegida como capital del nuevo Imperio de Malí por su fundador, el rey Sundiata Keïta, llamado también Mari Djata.